# Calum Scott/Diskografie
Diese Diskografie ist eine Übersicht über die musikalischen Werke des britischen Popsängers Calum Scott. Den Schallplattenauszeichnungen zufolge hat sie bisher mehr als 27,3 Millionen Tonträger verkauft, davon alleine in seiner Heimat über 7,1 Millionen. Seine erfolgreichste Veröffentlichung ist die Single Dancing on My Own mit über 9,9 Millionen verkauften Einheiten.

## Alben

### Studioalben
| Jahr | Titel Musiklabel                  | Höchstplatzierung, Gesamtwochen, AuszeichnungChartplatzierungen (Jahr, Titel, Musiklabel, Platzierungen, Wochen, Auszeichnungen, Anmerkungen) | Höchstplatzierung, Gesamtwochen, AuszeichnungChartplatzierungen (Jahr, Titel, Musiklabel, Platzierungen, Wochen, Auszeichnungen, Anmerkungen) | Höchstplatzierung, Gesamtwochen, AuszeichnungChartplatzierungen (Jahr, Titel, Musiklabel, Platzierungen, Wochen, Auszeichnungen, Anmerkungen) | Höchstplatzierung, Gesamtwochen, AuszeichnungChartplatzierungen (Jahr, Titel, Musiklabel, Platzierungen, Wochen, Auszeichnungen, Anmerkungen) | Höchstplatzierung, Gesamtwochen, AuszeichnungChartplatzierungen (Jahr, Titel, Musiklabel, Platzierungen, Wochen, Auszeichnungen, Anmerkungen) | Anmerkungen                                            |
| Jahr | Titel Musiklabel                  | DE | AT | CH | UK | US | Anmerkungen                                            |
| ---- | --------------------------------- | --- | --- | --- | --- | --- | ------------------------------------------------------ |
| 2018 | Only Human Capitol Records (Sony) | DE34 (3 Wo.)DE | AT41 (1 Wo.)AT | CH13 (14 Wo.)CH | UK4 Gold · (8 Wo.)UK | US66 Gold · (6 Wo.)US | Erstveröffentlichung: 9. März 2018 Verkäufe: + 835.000 |
| 2022 | Bridges Capitol Records (Sony)    | DE52 (1 Wo.)DE | — | CH6 (6 Wo.)CH | UK48 (1 Wo.)UK | — | Erstveröffentlichung: 17. Juni 2022                    |

## Singles

### Als Leadmusiker
| Jahr | Titel Album                                                               | Höchstplatzierung, Gesamtwochen, AuszeichnungChartplatzierungen (Jahr, Titel, Album, Platzierungen, Wochen, Auszeichnungen, Anmerkungen) | Höchstplatzierung, Gesamtwochen, AuszeichnungChartplatzierungen (Jahr, Titel, Album, Platzierungen, Wochen, Auszeichnungen, Anmerkungen) | Höchstplatzierung, Gesamtwochen, AuszeichnungChartplatzierungen (Jahr, Titel, Album, Platzierungen, Wochen, Auszeichnungen, Anmerkungen) | Höchstplatzierung, Gesamtwochen, AuszeichnungChartplatzierungen (Jahr, Titel, Album, Platzierungen, Wochen, Auszeichnungen, Anmerkungen) | Höchstplatzierung, Gesamtwochen, AuszeichnungChartplatzierungen (Jahr, Titel, Album, Platzierungen, Wochen, Auszeichnungen, Anmerkungen) | Anmerkungen                                                                |
| Jahr | Titel Album                                                               | DE | AT | CH | UK | US | Anmerkungen                                                                |
| ---- | ------------------------------------------------------------------------- | --- | --- | --- | --- | --- | -------------------------------------------------------------------------- |
| 2016 | Dancing on My Own Only Human                                              | DE61 ×3Dreifachgold · (11 Wo.)DE | AT32 (10 Wo.)AT | CH81 (6 Wo.)CH | UK2 ×5Fünffachplatin · (48 Wo.)UK | US93 ×3Dreifachplatin · (2 Wo.)US | Erstveröffentlichung: 11. März 2016 Verkäufe: + 9.945.000; Original: Robyn |
| 2016 | Transformar –                                                             | — | — | — | — | — | Erstveröffentlichung: 16. September 2016 mit Ivete Sangalo                 |
| 2016 | Rhythm Inside Only Human                                                  | — | — | — | UK90 (1 Wo.)UK | — | Erstveröffentlichung: 25. November 2016 Verkäufe: + 15.000                 |
| 2017 | Golden Slumbers –                                                         | — | — | — | — | — | Erstveröffentlichung: 22. Februar 2017                                     |
| 2017 | You Are the Reason Only Human                                             | DE— a PlatinDE | — | CH9 (52 Wo.)CH | UK43 ×3Dreifachplatin · (14 Wo.)UK | US— ×5FünffachplatinUS | Erstveröffentlichung: 17. November 2017 Verkäufe: + 9.520.000              |
| 2017 | White Christmas Only Human (Special Edition)                              | — | — | — | — | — | Erstveröffentlichung: 1. Dezember 2017 Original: Bing Crosby               |
| 2018 | What I Miss Most Only Human (Special Edition)                             | — | — | — | — | — | Erstveröffentlichung: 2. März 2018                                         |
| 2018 | No Matter What Only Human (Special Edition)                               | — | — | — | — | — | Erstveröffentlichung: 19. Oktober 2018 Verkäufe: + 65.000                  |
| 2019 | Undo –                                                                    | — | — | — | — | — | Erstveröffentlichung: 22. März 2019 mit Naughty Boy & Shenseea             |
| 2021 | Biblical Bridges                                                          | — | — | — | — | — | Erstveröffentlichung: 10. Juni 2021                                        |
| 2021 | Rise Bridges                                                              | — | — | — | — | — | Erstveröffentlichung: 1. Oktober 2021                                      |
| 2021 | Love Is Just a Word –                                                     | — | — | — | — | — | Erstveröffentlichung: 12. November 2021 mit Jasmine Thompson               |
| 2022 | If You Ever Change Your Mind Bridges                                      | — | — | — | — | — | Erstveröffentlichung: 4. Februar 2022                                      |
| 2022 | Heaven Bridges                                                            | — | — | — | — | — | Erstveröffentlichung: 29. April 2022                                       |
| 2022 | Boys in the Street Bridges                                                | — | — | — | — | — | Erstveröffentlichung: 1. Juni 2022                                         |
| 2022 | Run with Me –                                                             | DE90 (1 Wo.)DE | AT71 (1 Wo.)AT | CH18 (1 Wo.)CH | — | — | Erstveröffentlichung: 4. November 2022 mit Anny Ogrezeanu                  |
| 2022 | One More Try –                                                            | — | — | — | — | — | Erstveröffentlichung: 2. Dezember 2022                                     |
| 2023 | At Your Worst –                                                           | — | — | — | — | — | Erstveröffentlichung: 18. August 2023                                      |
| 2024 | Lighthouse –                                                              | — | — | — | — | — | Erstveröffentlichung: 19. Januar 2024                                      |
| 2024 | Always –                                                                  | — | — | — | — | — | Erstveröffentlichung: 12. April 2024 mit Armaan Malik                      |
| 2024 | Then There Was You The Garfield Movie: Original Motion Picture Soundtrack | — | — | — | — | — | Erstveröffentlichung: 3. Mai 2024                                          |
| 2024 | Roots –                                                                   | — | — | — | — | — | Erstveröffentlichung: 12. Juli 2024                                        |
| 2024 | My World –                                                                | — | — | — | — | — | Erstveröffentlichung: 4. Oktober 2024                                      |
| 2024 | Kid at Christmas –                                                        | — | — | — | — | — | Erstveröffentlichung: 25. Oktober 2024 mit Christina Perri                 |
| 2024 | Give a Little Bit –                                                       | — | — | — | — | — | Erstveröffentlichung: 13. Dezember 2024 mit Leona Lewis                    |
| 2025 | God Knows –                                                               | — | — | — | — | — | Erstveröffentlichung: 4. April 2025                                        |
| 2025 | Die for You –                                                             | — | — | — | — | — | Erstveröffentlichung: 23. Mai 2025                                         |

### Als Gastmusiker
| Jahr | Titel Album                                                      | Höchstplatzierung, Gesamtwochen, AuszeichnungChartplatzierungen (Jahr, Titel, Album, Platzierungen, Wochen, Auszeichnungen, Anmerkungen) | Höchstplatzierung, Gesamtwochen, AuszeichnungChartplatzierungen (Jahr, Titel, Album, Platzierungen, Wochen, Auszeichnungen, Anmerkungen) | Höchstplatzierung, Gesamtwochen, AuszeichnungChartplatzierungen (Jahr, Titel, Album, Platzierungen, Wochen, Auszeichnungen, Anmerkungen) | Höchstplatzierung, Gesamtwochen, AuszeichnungChartplatzierungen (Jahr, Titel, Album, Platzierungen, Wochen, Auszeichnungen, Anmerkungen) | Höchstplatzierung, Gesamtwochen, AuszeichnungChartplatzierungen (Jahr, Titel, Album, Platzierungen, Wochen, Auszeichnungen, Anmerkungen) | Anmerkungen |
| Jahr | Titel Album                                                      | DE | AT | CH | UK | US | Anmerkungen |
| ---- | ---------------------------------------------------------------- | --- | --- | --- | --- | --- | --- |
| 2017 | Light Us Up –                                                    | — | — | — | — | — | Erstveröffentlichung: 18. Mai 2017 Matrix & Futurebound feat. Calum Scott                                       |
| 2018 | Give Me Love Future                                              | — | — | — | — | — | Erstveröffentlichung: 9. Februar 2018 Don Diablo feat. Calum Scott                                              |
| 2019 | Love on Myself –                                                 | DE58 (10 Wo.)DE | — | — | — | — | Erstveröffentlichung: 28. Juni 2019 Felix Jaehn feat. Calum Scott                                               |
| 2021 | Where Are You Now All Stand Together                             | DE5 ×2Doppelplatin · (91 Wo.)DE | AT3 ×4Vierfachplatin · (90 Wo.)AT | CH2 ×5Fünffachplatin · (155 Wo.)CH | UK3 ×3Dreifachplatin · (50 Wo.)UK | — | Erstveröffentlichung: 30. Juli 2011 Verkäufe: + 6.203.333 Lost Frequencies feat. Calum Scott                    |
| 2021 | Da primeira vez (From the First Time) Todas as coisas do coração | — | — | — | — | — | Erstveröffentlichung: 4. November 2021 Bryan Behr feat. Calum Scott                                             |
| 2022 | Rain in Ibiza –                                                  | DE28 Gold · (19 Wo.)DE | — | — | — | — | Erstveröffentlichung: 25. Februar 2022 Verkäufe: + 225.000 Felix Jaehn & The Stickmen Project feat. Calum Scott |
| 2022 | Woke Up in Love Alive • Thrill of the Chase                      | — | — | CH42 (1 Wo.)CH | — | — | Erstveröffentlichung: 9. September 2022 Verkäufe: + 40.000; Gryffin & Kygo feat. Calum Scott                    |
| 2023 | Whistle –                                                        | DE59 (12 Wo.)DE | AT63 (4 Wo.)AT | — | UK14 Gold · (21 Wo.)UK | — | Erstveröffentlichung: 10. Februar 2023 Verkäufe: + 490.000; Jax Jones feat. Calum Scott                         |
| 2023 | Greatest Day –                                                   | — | — | — | — | — | Erstveröffentlichung: 5. Mai 2023 Take That feat. Robin Schulz & Calum Scott                                    |

## Musikvideos
| Jahr | Titel                        | Regie                                                              |
| ---- | ---------------------------- | ------------------------------------------------------------------ |
| 2015 | Yours                        |                                                                    |
| 2015 | When We Were Young           | Shoot J. Moore                                                     |
| 2016 | Dancing on My Own            | Ryan Pallotta (Original) Josh Killacky, David Moore (Tiësto Remix) |
| 2016 | Transformar                  | Radamés Venâncio                                                   |
| 2017 | Rhythm Inside                | Howard Greenhalgh                                                  |
| 2018 | Give Me Love                 |                                                                    |
| 2018 | You Are the Reason           | Frank Borin (Original) Richard Pengelley (Duet Version)            |
| 2018 | What I Miss Most             | Ozzie Pullin                                                       |
| 2018 | No Matter What               | Ozzie Pullin                                                       |
| 2019 | Love on Myself               |                                                                    |
| 2021 | Biblical                     | Bjorn Franklin, Johnny Marchetta                                   |
| 2021 | Where Are You Now            | Brett de Vos                                                       |
| 2021 | Rise                         | Bjorn Franklin, Johnny Marchetta                                   |
| 2021 | Love Is Just a Word          |                                                                    |
| 2022 | If You Ever Change Your Mind | Harry Law                                                          |
| 2022 | Rain in Ibiza                | Felix Van Groeningen                                               |
| 2022 | Heaven                       | Gilbert March                                                      |
| 2022 | Boys in the Street           |                                                                    |
| 2022 | Woke Up in Love              | Johannes Lovund                                                    |
| 2023 | Whistle                      | Charlie Sarsfield                                                  |
| 2023 | Greatest Day                 |                                                                    |
| 2023 | At Your Worst                |                                                                    |
| 2024 | Lighthouse                   |                                                                    |
| 2024 | Always                       | Prashant Satyam                                                    |
| 2024 | Roots                        |                                                                    |

## Promoveröffentlichungen
| Jahr | Titel Album       | Anmerkungen                            |
| ---- | ----------------- | -------------------------------------- |
| 2017 | Spotify Singles – | Erstveröffentlichung: 22. Februar 2017 |

## Sonderveröffentlichungen

### Alben
| Jahr | Titel Musiklabel                     | Anmerkungen                                           |
| ---- | ------------------------------------ | ----------------------------------------------------- |
| 2021 | Only Acoustic Capitol Records (Sony) | Erstveröffentlichung: 26. März 2021 Mini-Kompilation  |
| 2021 | Only Collabs Capitol Records (Sony)  | Erstveröffentlichung: 12. April 2021 Mini-Kompilation |
| 2021 | Only Love Capitol Records (Sony)     | Erstveröffentlichung: 23. April 2021 Mini-Kompilation |
| 2021 | Only Live Capitol Records (Sony)     | Erstveröffentlichung: 21. Mai 2021 Mini-Kompilation   |

### Lieder
| Jahr | Titel Album                                                                                     | Anmerkungen                                                                                     |
| ---- | ----------------------------------------------------------------------------------------------- | ----------------------------------------------------------------------------------------------- |
| 2018 | Give Me Love Future                                                                             | Erstveröffentlichung: 9. Februar 2018 Don Diablo feat. Calum Scott                              |
| 2018 | You Are the Reason (French Duet Version) Barbara Pravi                                          | Erstveröffentlichung: 15. Juni 2018 Barbara Pravi feat. Calum Scott                             |
| 2021 | O Holy Night A Sentimental Christmas with Nat “King” Cole and Friends: Cole Classics Reimagined | Erstveröffentlichung: 14. September 2021 Nat King Cole feat. Calum Scott; Original: Traditional |
| 2022 | Da primeira vez (From the First Time) Todas as coisas do coração                                | Erstveröffentlichung: 29. April 2022 Bryan Behr feat. Calum Scott                               |
| 2022 | Woke Up in Love Alive                                                                           | Erstveröffentlichung: 4. November 2022 Gryffin & Kygo feat. Calum Scott                         |
| 2022 | Woke Up in Love Thrill of the Chase                                                             | Erstveröffentlichung: 11. November 2022 Gryffin & Kygo feat. Calum Scott                        |
| 2023 | Where Are You Now All Stand Together                                                            | Erstveröffentlichung: 10. November 2023 Lost Frequencies feat. Calum Scott                      |

| Jahr | Titel Album                                                                 | Anmerkungen |
| ---- | --------------------------------------------------------------------------- | --- |
| 2017 | She’s Like the Wind Dirty Dancing – Music from the ABC Original Movie Event | Erstveröffentlichung: 19. Mai 2017 Original: Patrick Swayze feat. Wendy Fraser                                    |
| 2017 | It's Beginning to Look a Lot Like Christmas Christmas Rules, Vol. 2         | Erstveröffentlichung: 13. Oktober 2017 Original: Perry Como, The Fontane Sisters & Mitchell Ayres & His Orchestra |

| Jahr | Titel Soundtrack                                           | Anmerkungen                             |
| ---- | ---------------------------------------------------------- | --------------------------------------- |
| 2018 | I Heard It Through the Grapevine Motown Magic              | Erstveröffentlichung: 16. November 2018 |
| 2019 | Around the World Four Weddings and a Funeral               | Erstveröffentlichung: 14. August 2019   |
| 2024 | Then There Was You Garfield – Eine extra Portion Abenteuer | Erstveröffentlichung: 17. Mai 2024      |

## Statistik

### Chartauswertung
|                     | DE    | AT    | CH    | UK    | US    |
| ------------------- | ----- | ----- | ----- | ----- | ----- |
| Nummer-eins-Alben   | DE—DE | AT—AT | CH—CH | UK—UK | US—US |
| Top-10-Alben        | DE—DE | AT—AT | CH1CH | UK1UK | US—US |
| Alben in den Charts | DE2DE | AT1AT | CH2CH | UK2UK | US1US |

|                       | DE    | AT    | CH    | UK    | US    |
| --------------------- | ----- | ----- | ----- | ----- | ----- |
| Nummer-eins-Singles   | DE—DE | AT—AT | CH—CH | UK—UK | US—US |
| Top-10-Singles        | DE1DE | AT1AT | CH2CH | UK2UK | US—US |
| Singles in den Charts | DE6DE | AT4AT | CH5CH | UK5UK | US1US |

### Auszeichnungen für Musikverkäufe
| Goldene Schallplatte - Australien - 2020: für das Album Only Human - Belgien - 2017: für die Single Dancing on My Own - 2024: für die Single Whistle - Brasilien - 2024: für die Single No Matter What - 2024: für die Single Whistle - Frankreich - 2019: für die Single Dancing on My Own - Italien - 2025: für das Album Only Human - Kanada - 2023: für die Single No Matter What - Mexiko - 2018: für die Single Dancing on My Own - 2023: für die Single Where Are You Now - Neuseeland - 2019: für die Single Rhythm Inside - Niederlande - 2016: für die Single Dancing on My Own - Norwegen - 2018: für das Album Only Human - Polen - 2022: für die Single Rain in Ibiza - Portugal - 2022: für die Single No Matter What - Schweden - 2018: für die Single You Are The Reason - 2023: für die Single Woke Up in Love - Vereinigte Staaten - 2022: für die Single Where Are You Now Platin-Schallplatte - Italien - 2019: für die Single Dancing on My Own - 2021: für die Single You Are The Reason - Polen - 2023: für das Album Only Human - 2023: für die Single Whistle - 2024: für die Single Dancing on My Own - Singapur - 2019: für das Album Only Human - Spanien - 2024: für die Single Dancing on My Own - 2024: für die Single You Are The Reason - Südafrika - 2021: für die Single Where Are You Now | 2× Platin-Schallplatte - Dänemark - 2023: für die Single You Are The Reason - 2023: für das Album Only Human - Malaysia - 2019: für das Album Only Human - Norwegen - 2018: für die Single Dancing on My Own - Philippinen - 2018: für das Album Only Human - Portugal - 2021: für die Single You Are The Reason - Spanien - 2024: für die Single Where Are You Now 3× Platin-Schallplatte - Belgien - 2022: für die Single Where Are You Now - Brasilien - 2024: für die Single Dancing on My Own - Dänemark - 2024: für die Single Where Are You Now - Griechenland - 2024: für die Single Where Are You Now - Italien - 2024: für die Single Where Are You Now - Neuseeland - 2025: für das Album Only Human - Polen - 2021: für die Single You Are The Reason - Portugal - 2021: für die Single Dancing on My Own - Schweden - 2022: für die Single Where Are You Now | 4× Platin-Schallplatte - Australien - 2019: für die Single You Are The Reason - Dänemark - 2023: für die Single Dancing on My Own - Neuseeland - 2023: für die Single You Are The Reason - 2025: für die Single Where Are You Now - Philippinen - 2019: für die Single You Are The Reason - Polen - 2024: für die Single Where Are You Now - Portugal - 2024: für die Single Where Are You Now - Schweden - 2018: für die Single Dancing on My Own 5× Platin-Schallplatte - Kanada - 2023: für die Single Where Are You Now 7× Platin-Schallplatte - Australien - 2024: für die Single Where Are You Now 8× Platin-Schallplatte - Kanada - 2023: für die Single You Are The Reason - Neuseeland - 2024: für die Single Dancing on My Own 9× Platin-Schallplatte - Kanada - 2023: für die Single Dancing on My Own 15× Platin-Schallplatte - Australien - 2025: für die Single Dancing on My Own Diamantene Schallplatte - Brasilien - 2023: für die Single Where Are You Now - 2024: für die Single You Are The Reason - Frankreich - 2022: für die Single Where Are You Now |

Anmerkung: Auszeichnungen in Ländern aus den Charttabellen bzw. Chartboxen sind in ebendiesen zu finden.
| Land/RegionAuszeichnungen für Musikverkäufe (Land/Region, Auszeichnungen, Verkäufe, Quellen) | Gold       | Platin         | Diamant     | Verkäufe  | Quellen              |
| -------------------------------------------------------------------------------------------- | ---------- | -------------- | ----------- | --------- | -------------------- |
| Australien (ARIA)                                                                            | Gold1      | 26× Platin26   | —           | 1.855.000 | aria.com.au          |
| Belgien (BRMA)                                                                               | 2× Gold2   | 3× Platin3     | —           | 95.000    | ultratop.be          |
| Brasilien (PMB)                                                                              | 2× Gold2   | 3× Platin3     | 2× Diamant2 | 540.000   | pro-musicabr.org.br  |
| Dänemark (IFPI)                                                                              | —          | 11× Platin11   | —           | 850.000   | ifpi.dk              |
| Deutschland (BVMI)                                                                           | 2× Gold2   | 4× Platin4     | —           | 2.000.000 | musikindustrie.de    |
| Frankreich (SNEP)                                                                            | Gold1      | —              | Diamant1    | 433.333   | snepmusique.com FR2  |
| Griechenland (IFPI)                                                                          | —          | 3× Platin3     | —           | 60.000    | Einzelnachweise      |
| Italien (FIMI)                                                                               | Gold1      | 5× Platin5     | —           | 465.000   | fimi.it              |
| Kanada (MC)                                                                                  | Gold1      | 22× Platin22   | —           | 1.800.000 | musiccanada.com      |
| Malaysia (RIM)                                                                               | —          | 2× Platin2     | —           | 20.000    | Einzelnachweise      |
| Mexiko (AMPROFON)                                                                            | 2× Gold2   | —              | —           | 100.000   | amprofon.com.mx      |
| Neuseeland (RMNZ)                                                                            | Gold1      | 19× Platin19   | —           | 540.000   | radioscope.co.nz NZ2 |
| Niederlande (NVPI)                                                                           | Gold1      | —              | —           | 20.000    | nvpi.nl              |
| Norwegen (IFPI)                                                                              | Gold1      | 2× Platin2     | —           | 130.000   | ifpi.no              |
| Österreich (IFPI)                                                                            | 2× Gold2   | 4× Platin4     | —           | 150.000   | ifpi.at              |
| Philippinen (PARI)                                                                           | —          | 6× Platin6     | —           | 615.000   | Einzelnachweise      |
| Polen (ZPAV)                                                                                 | Gold1      | 10× Platin10   | —           | 495.000   | olis.pl              |
| Portugal (AFP)                                                                               | Gold1      | 9× Platin9     | —           | 95.000    | Einzelnachweise      |
| Schweden (IFPI)                                                                              | 2× Gold2   | 7× Platin7     | —           | 620.000   | sverigetopplistan.se |
| Schweiz (IFPI)                                                                               | —          | 5× Platin5     | —           | 100.000   | hitparade.ch         |
| Singapur (RIAS)                                                                              | —          | Platin1        | —           | 10.000    | rias.org.sg          |
| Spanien (Promusicae)                                                                         | —          | 4× Platin4     | —           | 240.000   | elportaldemusica.es  |
| Südafrika (RISA)                                                                             | —          | Platin1        | —           | 20.000    | Einzelnachweise      |
| Vereinigte Staaten (RIAA)                                                                    | 2× Gold2   | 8× Platin8     | —           | 9.000.000 | riaa.com             |
| Vereinigtes Königreich (BPI)                                                                 | 2× Gold2   | 11× Platin11   | —           | 7.100.000 | bpi.co.uk            |
| Insgesamt                                                                                    | 25× Gold25 | 166× Platin166 | 3× Diamant3 |           |                      |